# George Adams (musiker)
 For alternative betydninger, se George Adams. (Se også artikler, som begynder med George Adams)
George Rufus Adams (29. april 1940 i Georgia – 14. november 1992 i New York USA) var en amerikansk jazztenorsaxofonist,fløjtenist og basklarinetist.
Adams kom frem med Charles Mingus og Gil Evans grupper. Han var ligeledes kendt fra sin egen kvartet som han ledte sammen med Don Pullen op igennem 1970´erne og 1980´erne The Don Pullen/George Adams Quartet,som foruden ham selv og Pullen bestod af Dannie Richmond på trommer og Cameron Brown på kontrabas. 
Adams der var inspireret af Rahsaan Roland Kirk, John Coltrane og Albert Ayler,spillede i en lyrisk passioneret moderne stil.
Han indspillede en del plader i eget navn.